# Фонтен-Макон
Фонте́н-Мако́н (фр. Fontaine-Mâcon) — коммуна во Франции, находится в регионе Шампань — Арденны. Департамент — Об. Входит в состав кантона Ножан-сюр-Сен. Округ коммуны — Ножан-сюр-Сен.
Код INSEE коммуны — 10153.
Коммуна расположена приблизительно в 100 км к юго-востоку от Парижа, в 85 км юго-западнее Шалон-ан-Шампани, в 50 км к северо-западу от Труа.

## Население
Население коммуны на 2008 год составляло 527 человек.
| 1962 | 1968 | 1975 | 1982 | 1990 | 1999 | 2008 |
| ---- | ---- | ---- | ---- | ---- | ---- | ---- |
| 308  | 359  | 342  | 392  | 394  | 425  | 527  |

## Экономика
В 2007 году среди 315 человек в трудоспособном возрасте (15—64 лет) 242 были экономически активными, 73 — неактивными (показатель активности — 76,8 %, в 1999 году было 73,3 %). Из 242 активных работали 225 человек (117 мужчин и 108 женщин), безработных было 17 (8 мужчин и 9 женщин). Среди 73 неактивных 29 человек были учениками или студентами, 29 — пенсионерами, 15 были неактивными по другим причинам.

## Фотогалерея

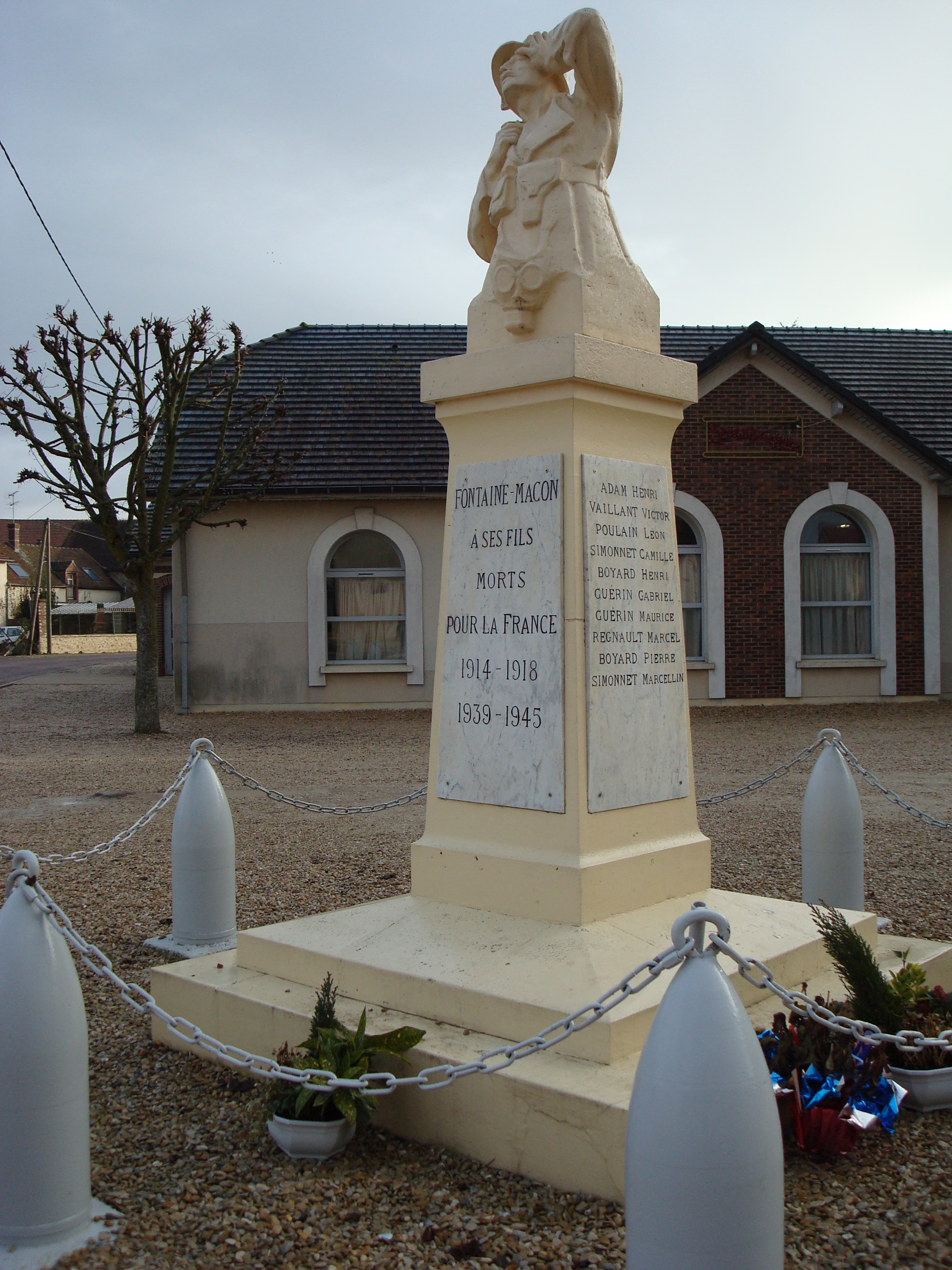
Памятник погибшим в Первой и Второй мировых войнах
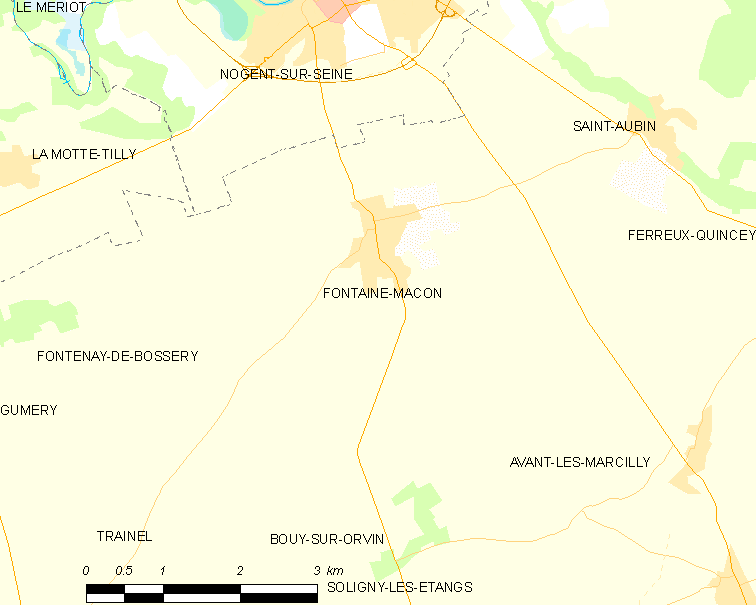
Карта коммуны